# Plonévez-du-Faou

Plonévez-du-Faou este o comună în departamentul Finistère, Franța. În 1 ianuarie 2022 avea o populație de 2.174 de locuitori.